# Gullfjellet
Gullfjellet ou Gulfjellet  est la plus haute montagne de la commune de Bergen en Norvège. Située à la limite entre Bergen et la commune de Samnanger, elle culmine à 987 m d'altitude.

## Étymologie
Bien que le mot gull signifie « or » en norvégien, le nom de Gullfjellet fait plutôt référence à un vent fort (gul). Fjellet signifie « montagne ».

## Loisirs
Gullfjellet est un but de randonnées.